# 마르기타 구멜
마르기타 구멜(독일어: Margitta Gummel, 1941년 6월 29일 ~ )은 전 동독의 포환던지기 선수이다. 그녀의 특성을 묘사한 상세들 중의 하나는 소비에트 연방의 나데즈다 치조바와 라이벌이었다.
마그데부르크에서 태어난 구멜은 1964년 도쿄 올림픽에 첫 참가하였지만, 아무 메달도 따지 못하였다. 4년 후, 멕시코시티 올림픽에서 금메달을 획득하고, 뮌헨 올림픽에서는 치조바에게 패하여 2위로 왔다. 1968년 포환던지기에서 그녀는 19m 이상을 던진 첫 여성 선수가 되었다.
1966년 도르트문트에서 열린 유럽 실내 선수권 대회에서 우승을 하였으나, 다음 2개의 대회에서는 모두 치조바에게 밀려 2위를 하였다. 유럽 육상 선수권 대회에서도 3회의 준우승(1966, 1969, 1971)을 하였는데, 모두 치조바가 우승을 차지하였다.